# Noronhavireo
De noronhavireo (Vireo gracilirostris) is een zangvogel uit de familie Vireonidae (vireo's). De vogel werd in 1890 door Richard Bowdler Sharpe geldig beschreven.

## Verspreiding en leefgebied
Deze soort is endemisch op het eiland Fernando de Noronha, met sporadisch waarnemingen op andere eilanden van deze (gelijknamige) Braziliaanse archipel in de Atlantische Oceaan ten oosten van de deelstaat Rio Grande do Norte.

## Status
De grootte van de populatie is in 2020 geschat op 700-1000 volwassen vogels. Het verspreidingsgebied is erg erg klein. Op de Rode lijst van de IUCN heeft deze soort daarom de status gevoelig.